# ساندرلند
ساندرلند (به انگلیسی: Sunderland) یک شهر بندری در ناحیه تاین و ور در شمال شرقی انگلستان است.
این شهر به همراه چند منطقه مسکونی کوچک‌تر بر روی هم یک ناحیه شهری مستقل به نام شهر ساندرلند را تشکیل می‌دهند.

## خصوصیات
ساندرلند مطابق سرشماری سال ۲۰۱۶ حدود ۲۷۷٬۹۶۲ نفر جمعیت دارد.

## خواهرخوانده
شهرهای اسن-آلمان، سن نزر-فرانسه، واشینگتن دی سی-ایالات متحده آمریکا، هاربین و نانجینگ جمهوری خلق چین خواهرخوانده‌های ساندرلند هستند.